# Ђовани Батиста Фонтана
Ђовани Батиста Фонтана (итал. Giovanni Battista Fontana; 1524. — 25. септембар 1587.) био је италијански сликар и гравер.
Фонтана је своју обуку заснивао на делима мајстора као што су Тицијан и Веронезе. Његов уметнички опус у Аустрији, који је забележен од 1562. године, обухватао је значајан рад на олтарским сликама, са безбројним скицама и гравурама. Уз помоћ свог брата, Ђулија Фонтане, осликао је фреске у капели двораца Кајзер-Еберсдорф у Бечу 1562. године.
Фонтана је рођен у месту Ала, близу Вероне, али се 1573. године настанио у Инзбруку. Године 1575. именован је за дворског сликара Фердинанда II, надвојводе Аустрије. Радио је на фрескама у ораторијуму Хофкирхе, Сферистеријума 1573. године, Сребрне капеле коју је изградио Ђулио Фонтана и где је 1576. године насликао 14 сцена Христовог страдања, а затим је 1578. године украсио дворску одају.
Између 1583. и 1584. године радио је на осликавању таванице трпезарије двораца Амбрас, приказујући алегорије зодијака, елемената и планета.
Преминуо је у Инзбруку.